# Geschichte der Gegenwart
Geschichte der Gegenwart (abgekürzt GdG) ist ein politisches Onlinemagazin aus der Schweiz, das Beiträge zur öffentlichen Debatte veröffentlicht. Die Herausgeber sind allesamt Professoren oder Dozenten, die Autoren sind internationale Kultur-, Geistes- und Sozialwissenschaftler sowie Juristen und Künstler. Geschichte der Gegenwart grenzt sich damit bewusst von anderen Onlinemagazinen ab, deren Autorenschaft überwiegend aus Journalisten besteht. Die Finanzierung der Plattform erfolgt durch Spenden, getragen wird sie durch einen gemeinnützigen Verein. Dies soll eine unabhängige Arbeit ohne Werbung garantieren.

## Selbstdarstellung
Geschichte der Gegenwart ist eine Plattform für Beiträge aus geistes- und kulturwissenschaftlicher Perspektive zu aktuellen gesellschaftlichen, politischen und kulturellen Themen. Gemäss Selbstdarstellung möchte Geschichte der Gegenwart in die öffentliche Debatte mit historischem Blick, kulturwissenschaftlichem Sachverstand und einer kritischen und reflexiven Form von Wissen intervenieren – ohne Fachjargon und Fußnoten, aber mit dem Anspruch, weiterzudenken.

## Profil
Auf die Angebote von Geschichte der Gegenwart kann über die Website und RSS-Feeds zugegriffen werden. Am Tag der Veröffentlichung im Februar 2016 startete das Projekt mit 8 Artikeln von 8 Autoren und erreichte aus dem Stand über 50.000 Aufrufe.
Neben der hauptsächlichen Rubrik „Geschichten der Gegenwart“ finden sich weitere Artikel in den Rubriken „Reizwörter“ und „Gespräche“. In der Rubrik „Reizwörter“ werden Schlagwörter seziert, die neu in der öffentlichen Debatte auftauchen, und in „Gespräche“ finden sich Interviews, Dialoge und Streitgespräche. Zudem werden in unregelmäßigen Abständen Artikel einem jeweils aktuellen Schwerpunkt zugeordnet. Das Kommentieren der Artikel findet nicht auf der Seite selbst, sondern auf Facebook statt. Darüber hinaus fordert die Plattform zum Einsenden von Kritik, Anmerkungen sowie eigenen Artikeln auf.
Besonderes Profil hat Geschichte der Gegenwart durch ihre zuweilen medienkritische Haltung sowie aufgrund der akademischen Autorenschaft. Ein 2021 von A. Dirk Moses veröffentlichter Beitrag löste die sogenannte Katechismusdebatte aus.

## Herausgeber und Autoren
Geschichte der Gegenwart wird von Gleb J. Albert, Caspar Battegay, Silvy Chakkalakal, Gesine Krüger, Christine Lötscher, Sylvia Sasse, Janosch Steuwer, Friedrich von Bose und Sandro Zanetti herausgegeben, als Redakteurin ist Jule Govrin im Projekt tätig. Ehemalige Herausgeber sind Brigitta Bernet, Christian Geulen, Svenja Goltermann,  Philipp Sarasin und Franziska Schutzbach. Bekannte Autoren und Gesprächspartner waren bisher u. a.:
- Felix Ackermann – Deutscher Kulturwissenschaftler, Stadtanthropologe und Historiker
- Seyran Ateş – Deutsche Rechtsanwältin, Autorin und Frauenrechtlerin
- Inke Arns – Deutsche Kuratorin und Theoretikerin, die für ihre Arbeiten zur Medienkunst bekannt ist
- Liane Bednarz – Deutsche Juristin und Publizistin
- Claudia Benthien – Deutsche Germanistin und Kulturwissenschaftlerin
- Roger Blum – Schweizer Historiker, Journalist und Medienwissenschaftler
- Melitta Breznik – Österreichische Ärztin und Schriftstellerin
- Ulrich Bröckling – Deutscher Soziologe
- Elisabeth Bronfen – Deutsche Kultur- und Literaturwissenschaftlerin und Buchautorin
- José Brunner – Israelischer Wissenschaftshistoriker
- Markus Caspers – Deutscher Gestalter, Autor und Hochschullehrer
- Iris Därmann – Deutsche Kulturwissenschaftlerin und Philosophin
- Oliver Diggelmann – Schweizer Rechtswissenschaftler
- Monika Dommann – Schweizer Historikerin
- Martin Dusinberre – Britischer Historiker und Professor für Global History an der Universität Zürich
- Gretchen Dutschke-Klotz – Deutsche und US-amerikanische Autorin und Aktivistin
- Franz X. Eder – Österreichischer Wirtschafts- und Sozialhistoriker
- Philipp Felsch – Deutscher Historiker und Kulturwissenschaftler
- Norbert Finzsch – Deutscher Historiker
- Thomas Gebauer – Deutscher Psychologe und Geschäftsführer der Menschenrechtsorganisation Medico international
- Christian Geulen – Deutscher Historiker
- Andrea Geyer – Deutsche Künstlerin
- Svenja Goltermann – Deutsche Historikerin
- Constantin Goschler – Deutscher Historiker
- Christoph Gradmann – Deutscher Historiker, Medizinhistoriker und Professor für Medizingeschichte an der Universität Oslo
- Bernd Greiner – Deutscher Historiker, Politikwissenschaftler und Amerikanist
- Gerd Hankel – Deutscher Völkerrechtler und Sprachwissenschaftler
- Michael Hagner – Deutscher Mediziner und Wissenschaftshistoriker
- Nicolai Hannig – Deutscher Historiker
- Michael Hermann – Schweizer Geograph und Politikwissenschaftler
- Bettina Hitzer – Deutsche Neuzeithistorikerin
- Paul Jandl – Österreichischer Kulturjournalist und Literaturkritiker
- Christoph Keller – Schweizer Journalist, Radioreporter und Schriftsteller
- Erich Keller – Schweizer Historiker und Journalist
- Florian Kessler – Deutscher Kulturjournalist und Lektor
- Andreas Kilcher – Schweizer Literatur- und Kulturwissenschaftler
- Gerd Koenen – Deutscher Publizist und freiberuflicher Historiker
- Christian Koller – Schweizer Historiker und Direktor des Schweizerischen Sozialarchiv
- Susanne Krasmann – Deutsche Soziologin und Kriminologin
- Georg Kreis – Schweizer Historiker
- Gesine Krüger – Deutsche Historikerin
- Susanne Lachenicht – Deutsche Historikerin
- Renate Lachmann – Deutsche Slawistin und Literaturtheoretikerin
- Claus Leggewie – Deutscher Politikwissenschaftler
- Thomas Macho – Österreichischer Kulturwissenschaftler und Philosoph
- Andreas Maercker – Professor für Psychologie an der Universität Zürich
- Holger Marcks – Deutscher Sozialwissenschaftler und Publizist
- Aram Mattioli – Schweizer Historiker
- Ruth Mayer – Deutsche Amerikanistin
- Mischa Meier – Deutscher Althistoriker
- Alfred Messerli – Schweizer Professor für Populäre Kulturen
- Regina Mühlhäuser – Deutsche Historikerin
- Jürgen Overhoff – Deutscher Hochschullehrer, Historiker und Erziehungswissenschaftler
- Kiran Klaus Patel – Deutsch-britischer Historiker
- Jeronim Perović – Schweizer Historiker und Politikwissenschaftler
- Andrea Pető – Ungarische Historikerin
- Milo Rau – Schweizer Regisseur, Theaterautor, Essayist und Wissenschaftler
- Luzia Sutter Rehmann – Reformierte Schweizer Theologin
- Christoph Riedweg – Schweizer Altphilologe (Gräzist)
- Michael Rothberg – Amerikanischer Holocaust-Historiker
- Miriam Rürup – Deutsche Historikerin und seit Juli 2012 Direktorin des Instituts für die Geschichte der deutschen Juden (IGdJ) in Hamburg
- Michail Kusmitsch Ryklin – Russischer Philosophie-Professor und Autor
- Martin Sabrow – Deutscher Historiker und Direktor des Leibniz-Zentrums für Zeithistorische Forschung in Potsdam
- Mithu Sanyal – Deutsche Kulturwissenschaftlerin, Journalistin und Autorin
- Philipp Sarasin – Schweizer Historiker und Buchautor
- Sylvia Sasse – Literaturwissenschaftlerin und Autorin
- Jörg Scheller – Deutscher Kunstwissenschaftler, Journalist und Musiker
- Damir Skenderovic – Schweizer Historiker
- Christina Späti – Schweizer Historikerin
- Raji C. Steineck – Deutscher Japanologe und Philosoph
- Jakob Tanner – Schweizer Historiker
- Ingrid Tomkowiak – Deutsche und schweizerische Literatur- und Kulturwissenschaftlerin
- Philippe Wampfler – Schweizer Autor, Dozent und Lehrer für digitale Bildung
- Roger de Weck – Schweizer Publizist und Manager
- Markus Wild – Schweizer Philosoph und Professor für theoretische Philosophie an der Universität Basel
- Michael Wildt – Deutscher Historiker
- Martina Winkler – Deutsche Historikerin
- Miri Yū – Japanische Schriftstellerin
- Sandro Zanetti – Schweizer Literaturwissenschaftler
- Daniel-Pascal Zorn – Deutscher Philosoph
- Stefan Zweifel – Schweizer Übersetzer und Journalist